# Вега-дель-Кодорно
Вега-дель-Кодорно (ісп. Vega del Codorno) — муніципалітет в Іспанії, у складі автономної спільноти Кастилія-Ла-Манча, у провінції Куенка. Населення — 172 особи (2010).
Муніципалітет розташований на відстані близько 150 км на схід від Мадрида, 43 км на північний схід від Куенки.
На території муніципалітету розташовані такі населені пункти: (дані про населення за 2010 рік)
- Вега-дель-Кодорно: 120 осіб
- Лос-Еустакіос: 35 осіб
- Лос-Пералес: 5 осіб
- Ель-Перчель: 12 осіб

## Демографія
Динаміка населення (INE ):